# Loh Kean Yew
Loh Kean Yew (ur. 26 czerwca 1997 w stanie Penang) – malezyjski badmintonista specjalizujący się grze pojedynczej, reprezentujący Singapur, mistrz świata, olimpijczyk z Tokio 2021 i z Paryża 2024.

## Życie prywatne
Urodził się w stanie Penang, w Malezji i tam rozpoczął trenować badminton. W 2009 wraz z bratem, który również jest badmintonistą, przeprawadził się do Singapuru.

## Udział w zawodach międzynarodowych
| Impreza            | Rok   | Miejsce   | Konkurencja | Wynik       |                      |      |       |        |              |
| ------------------ | ----- | --------- | ----------- | ----------- | -------------------- | ---- | ----- | ------ | ------------ |
| Impreza            | Rok   | Miejsce   | Konkurencja | Wynik       | Igrzyska olimpijskie | 2021 | Tokio | singel | faza grupowa |
| 2024               | Paryż | singel    | ćwierćfinał |             | Igrzyska olimpijskie |      |       |        |              |
| Mistrzostwa świata | 2021  | Huelva    | singel      | 01 !        |                      |      |       |        |              |
| Mistrzostwa świata | 2022  | Tokio     | singel      | ćwierćfinał |                      |      |       |        |              |
| Mistrzostwa świata | 2023  | Kopenhaga | singel      | ćwierćfinał |                      |      |       |        |              |